# Oberreichenbach (Bajorország)
Oberreichenbach település Németországban, azon belül Bajorországban. Lakosainak száma 1364 fő (2023. december 31.).

## Népesség
A település népessége az elmúlt években az alábbi módon változott:
| Lakosok száma | 241  | 335  | 606  | 763  | 1234 | 1228 | 1298 | 1302 | 1359 | 1364 |
|               | 1875 | 1950 | 1975 | 1987 | 2012 | 2014 | 2016 | 2017 | 2021 | 2023 |